# Torre del Mas Francàs
La Torre del Mas Francàs es un edificio situado en el municipio español de El Vendrell declarado bien cultural de interés nacional.

## Descripción
Es una casa construida en varias épocas. Tiene dos patios de entrada, ambos presentan una puerta con dintel. El suelo del segundo patio se corresponde a una gran cisterna. La construcción está hecha de mampostería. El núcleo central es una torre, la cual presenta una portada de arco dovelado, una ventana con base, una estructura para tirar el aceite al enemigo y cuatro almenas.

## Historia
Las primeras referencias del edificio datan del siglo XII. Está documentado que fue residencia del rey Martín I de Aragón. El núcleo central es una torre de defensa del siglo XV, a partir de la cual se originó la masía. En 1702 se edificó el ala izquierda y a finales del siglo XIX se construyeron los cubiertos para el ganado. Hasta el año 1982, la masía fue propiedad de la familia Maciá de Villafranca del Panadés, quien la vendió a un empresario suizo que mediante la ayuda del arquitecto Vinyols, inició la tarea de restauración, conservando siempre el carácter de la edificación. 
El edificio ha sido reconvertido en hotel.